# Kolosváry Bálint (jogász)
Kolozsvári Kolosváry Bálint (Kolozsvár, 1875. január 25. – Budapest, 1954. augusztus 28.) jogász, egyetemi tanár, a Magyar Tudományos Akadémia tagja (l. 1922; r. 1934; ig. 1943–1946; tan. 1949; r. visszaállítva 1989). Kolosváry Sándor (1840–1922) jogtudós fia, Kolosváry Gábor (1901-1968) zoológus, entomológus (arachnológus), etológus, hidrobiológus, paleontológus, a biológiai tudományok kandidátusának apja.

## Pályája
Egyetemi tanulmányait Kolozsvárott végezte, 1897-ben itt avatták sub auspiciis regis jogtudományi doktorrá. Berlinben és Párizsban is tanult, majd rövid ideig az igazságügyi minisztériumban teljesített szolgálatot. A magyar magánjog tárgyköréből 1900-ban szerezte meg egyetemi magántanári képesítését. 1899–1900-ban a kassai jogi akadémián tanított, mint a magyar és osztrák magánjog rendkívüli, 1900-tól 1906-ig pedig nyilvános rendes tanára. 1906-ban a kolozsvári egyetemre került rendkívüli tanárként. 1909-ben kapta meg kinevezését nyilvános rendes tanárrá, s Kolosváry Sándor nyugalomba vonulása után annak örökébe lépve, egészen 1921-ig, az egyetem elköltözéséig itt tevékenykedett. Apja nyugdíjba vonulása után a karon a protestáns egyházjog oktatása háttérbe szorult, s hasonló változáson ment át az osztrák magánjog is. A századfordulótól ugyanis erősödött az Ausztriától való elszakadás politikai igénye, csökkent tehát az e jogterület iránti érdeklődés, s Haller Károly utódja, Kolosváry Bálint 1911-ben teljesen átváltott a magyar magánjogra.
1919 májusában kapott felszólítást az egyetem a kiürítésre. Az esedékes dékán- és rektorválasztásokat az átmeneti körülményekre tekintettel tartották meg, s hogy a jogi képviseletet maradéktalanul ellátó személy kerülhessen az intézmény élére, Kolosváry Bálintot választották rektorrá. 1920 augusztusában lakásuk kisajátítása mellett újabb egyetemi tanárokat bocsátottak el, köztük Kolosváry Bálintot és Bartók György filozófust is, s bár ezt a rendelkezést személyükre nézve később visszavonták, 1919 őszétől egészen 1921-ig nem folyhatott rendszeres oktatás, csak az egyetemet végül 1921-ben befogadó Szeged városában történt berendezkedés után. Kolosváry Bálint 1921-től, az egyetem Szegedre településétől, a Ferenc József Tudományegyetem magyar magánjogi tanszékén oktatott és vezette azt 1928-ig. Az 1926/27-es tanévben a jog- és államtudományi kar dékáni tisztét is betöltötte. 1928-tól 1947-ig a budapesti egyetem tanára lett magyar magánjog tárgykörben.
Az egyetem jogi könyvtárának igazgatói tisztét is betöltötte. Az MTA levelező tagjává 1922. május 11-én, rendes tagjává 1934. május 11-én, igazgató (igazgatósági) tagjává pedig 1943. május 14-én választották meg. 1927-ben az újjászervezett Felsőház tagja volt a szegedi egyetem nevében, egészen 1928 novemberéig.
Szegedi évei alatt társszerkesztője volt az Acta juridica et politica című egyetemi jogász kiadványnak. Tagja volt a Magyar Jogászegyletnek, választmányi tagja a Magyar Pszichológiai Társaságnak, alelnöke a Magyar Társadalomtudományi Társaságnak és aktív közreműködője a szegedi Dugonics Társaságnak. Az EKE-ben 1911-től, az Erdélyi Múzeum-Egyesületben 1914-től választmányi tag. A Duna-melléki Református Egyházkerület tanácsbírája volt.
A Farkasréti temetőben állott síremlékét felszámolták.

## Munkássága
Irodalmi munkássága főként a házassági és öröklési jog, magánjog és osztrák jog területén mozgott. Konzervatív szemléletű jogi szakíró, monográfiáin kívül tankönyveinek volt nagyobb hatásuk. Mint a gyakorlatias jogi oktatás egyik propagálója, több esetgyűjteményt állított össze a magyar magánjogból az egyetemi hallgatóság számára. Részt vett a Fodor Ármin és Márkus Dezső nevével fémjelzett Magyar magánjog (öröklési jog stb.) és a Szladits Károly-szerkesztette Magyar magánjog (tulajdonjog stb.) című gyűjteményes munkák megírásában is. Tudományos munkássága során foglalkozott a közszerzeményi vagyonjoggal, öröklési, vadászati joggal és a magánjog számos ágával.
Tanítványai válogatott tanulmányokat adtak ki tiszteletére Emlékkönyv Kolosváry Bálint Dr. jogtanári működésének negyvenedik évfordulójára címmel (Grill Károly Könyvkiadóvállalata, Bp., 1939. 331 oldal).  
2014. november 22-én a Sapientia Erdélyi Magyar Tudományegyetemen, a Magyar Tudomány Napja Erdélyben rendezvénysorozat keretében Kolosváry Bálint emlékkonferenciát tartottak. A konferencia anyagaiból jelent meg a Kolosváry Bálint Emlékkötet (Kolozsvár, 2015. 375 oldal, szerk. Veress Emőd). 2018-ban a Sapientia EMTE Kolosváry Bálint Jogtudományi Kutatókönyvtárat alapított, amelynek székhelye Kolozsvár, Erzsébet (Emil Racoviță) u. 30.

## Műveiből
- A közszerzemény biztosítása, Budapest, Franklin K. 1899. /Magyar Jogászegyleti értekezések/
- A szerzeményi közösség a házassági vagyonjog rendszerében, Budapest, 1900. IX, 548 oldal
- Az anya és a törvénytelen gyermek jogállása a Polgári Törvénykönyv tervezetében, Budapest, 1901. 64. oldal
- Öröklési jog (Többekkel), Budapest, Singer-Wolfner, [1902]. VI, [2], 727, [3] oldal
- A magyar öröklési jog fejlődésének története, Budapest, 1902.
- A magyar magánjog tankönyve, 1-2. köt. Budapest, 1904. 1. k.: 500, 2. k.: 736. oldal; 2. kiad. 1907. 1. k.: 536 oldal, 2. k.: 792 oldal;  3. kiad. 1908. 1. k.: 565 oldal, 2. k.:  840 oldal
- Automobiljog, tekintettel az új osztrák automobil-törvényre, Előadás az EME-ben, 1908. november 7-én.
- Huszti András erdélyi jogtanár és munkássága 1734–1742 (1910–1912. évi előadások). Kolozsvár, 1912. 135–178.; /Az Erdélyi Múzeum-Egyesület Jog- és Társadalomtudományi Szakosztályának Kiadványai/. Ugyanez megjelent különlenyomat formájában is: Huszti András erdélyi jogtanár és „Jurisprudentia Hungarico–Transilvanica” stb. czímű munkája (1734–1742) címmel (Kolozsvár, 1914)
- Esetgyűjtemény. Kézikönyvül magánjogi praktikumok számára, Budapest, 1909. 153 oldal 5. kiad. 1944.
- A magyarság szervezési alapjai, In: Napkelet, 1, 1/4 (1920).
- A magyar magánjog vezérfonala, Budapest, 1922. 360 oldal; 2. kiad. 1927. 492 oldal; 3. kiad. 1930. 640 oldal; 4. kiad. 1938. 353 oldal; 5. kiad. 1944. 408 oldal
- A birtokreform és magánjogunk (akadémiai székfoglaló, 1923)
- Vadászati jog. Budapest, 1923. 364 oldal
- Az arckép és a jog. Felolvastatott a m. kir. Ferencz József Tudományegyetem tanácsának 1927. május 29-én tartott évzáró ülésén. In: Széphalom, 1927/358-392.
- Neue Entwickelungstendenzen des ungarischen Immobiliarrechtes. In: Acta Juridica et Politica. Szeged.
- Farkas Lajos emlékezete. A Magyar Tudományos Akadémia elhunyt tagjai fölött tartott emlékbeszédek. MTA, Budapest, 1928
- Magánjog. A magyar magánjogból tartott egyetemi előadások rövid foglalata. Budapest, 1930. 640 oldal
- Bethlen Gábor emlékezete. Elmondta a Dunamelléki Ref. Egyházkerület 1929. november hó 23-i ünnepi közgyűlésén K.B. egyházkerületi világi tanácsadó. Kiad. Bethlen Gábor Irodalmi és Nyomdai Rt.Budapest, 1930
- Városrendezés és építkezés, Budapest, Révai Ny., 1940. – 16 oldal
- A jogélet "szellemisége" erdélyi vonatkozásokban. Budapest, Franklin Ny., 1941. 16 oldal
- Jogfejlődés és jogfejlesztés, széljegyzetek magánjogunk kialakulásához. Budapest, Franklin Ny., 1941. 10 oldal (Klny. És lőn világosság c. emlékkönyv)
- A dologi jog általános tanai. In: Szladits Károly (szerk.): A magyar magánjog. V. Dologi jog. Budapest: Grill Károly Könyvkiadó Vállalata, 1942, 6.